# Orfeo (Jáuregui)
Orfeo è un poema in cinque canti del poeta sivigliano Juan Martínez de Jáuregui, pubblicato a Madrid nel 1624, dedicato al mito di Orfeo.
I cinque canti riprendono le vicende delle Metamorfosi di Ovidio. Il primo canto narra delle nozze tra Orfeo ed Euridice, nel secondo Orfeo scende agli inferi in cerca della sua sposa, nel terzo Orfeo ritrova Euridice ma poi la perde di nuovo per aver infranto la condizione di non guardarla, il quarto canto è incentrato sulla musica di Orfeo, e il quinto sulla morte del protagonista causata dalle Baccanti.
L'opera, pur criticata da Félix Lope de Vega, suscitò molto interesse, al punto da spingere il rivale Juan Pérez de Montalbán, discepolo di Lope de Vega, a pubblicare nello stesso anno un Orfeo en lengua castellana sullo stesso tema.